# Tagelöhnerhäuser (Mittenheim)

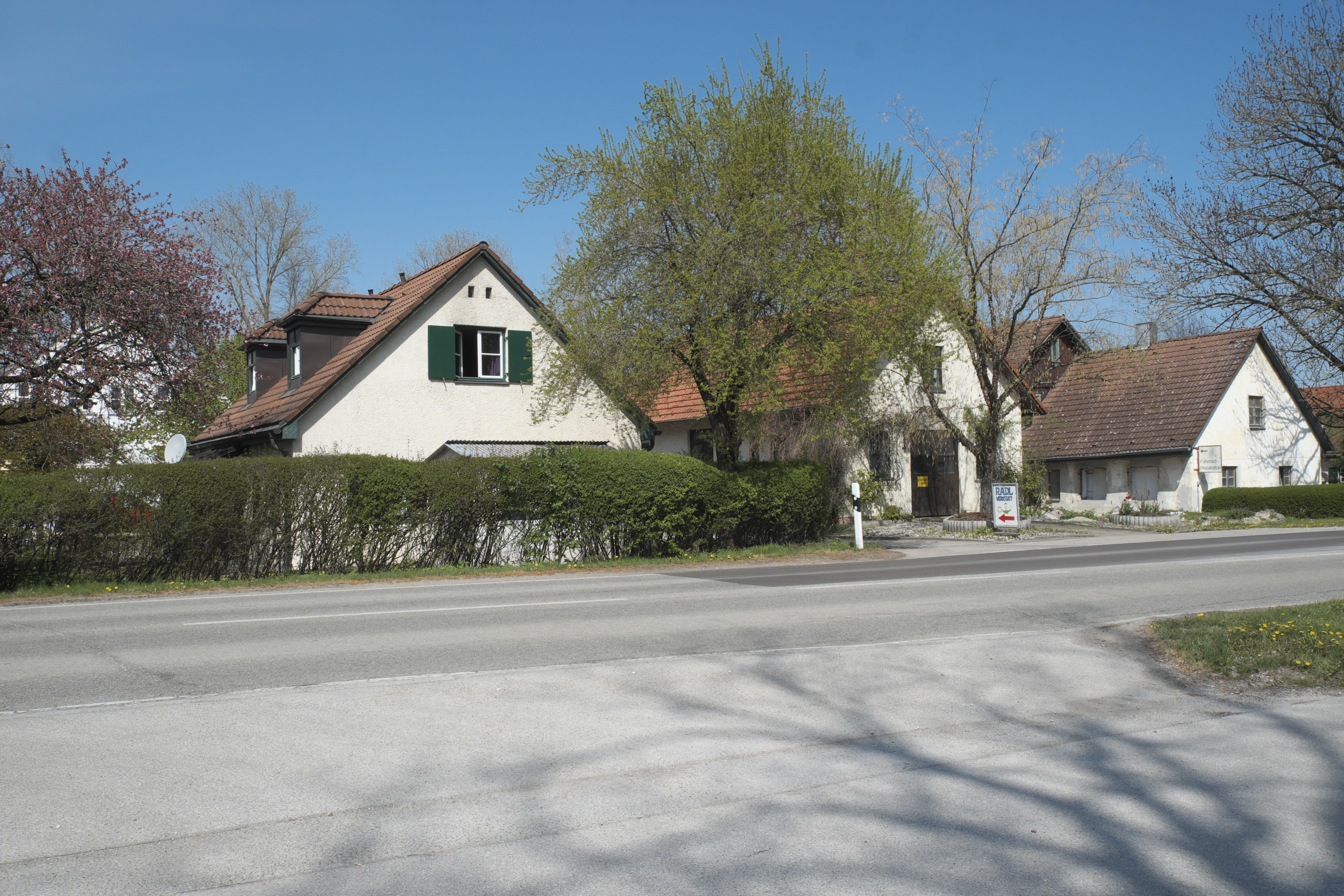
Tagelöhner-Häuser in Mittenheim

Die fünf Tagelöhnerhäuser in Mittenheim, einem Gemeindeteil von Oberschleißheim im oberbayerischen Landkreis München, wurden im 19. Jahrhundert errichtet.
Das Bauensemble besteht aus den Gebäuden Nr. 32, 33, 34, 35, und 36. Es war ursprünglich einheitlich gestaltet (erdgeschossige und mit Satteldächern versehene Wohnhäuser), wegen späterer Bauten in den rückwärtigen Grundstücksarealen und durch den unterschiedlichen Erhaltungszustand der Häuser ist dies kaum noch zu erkennen.

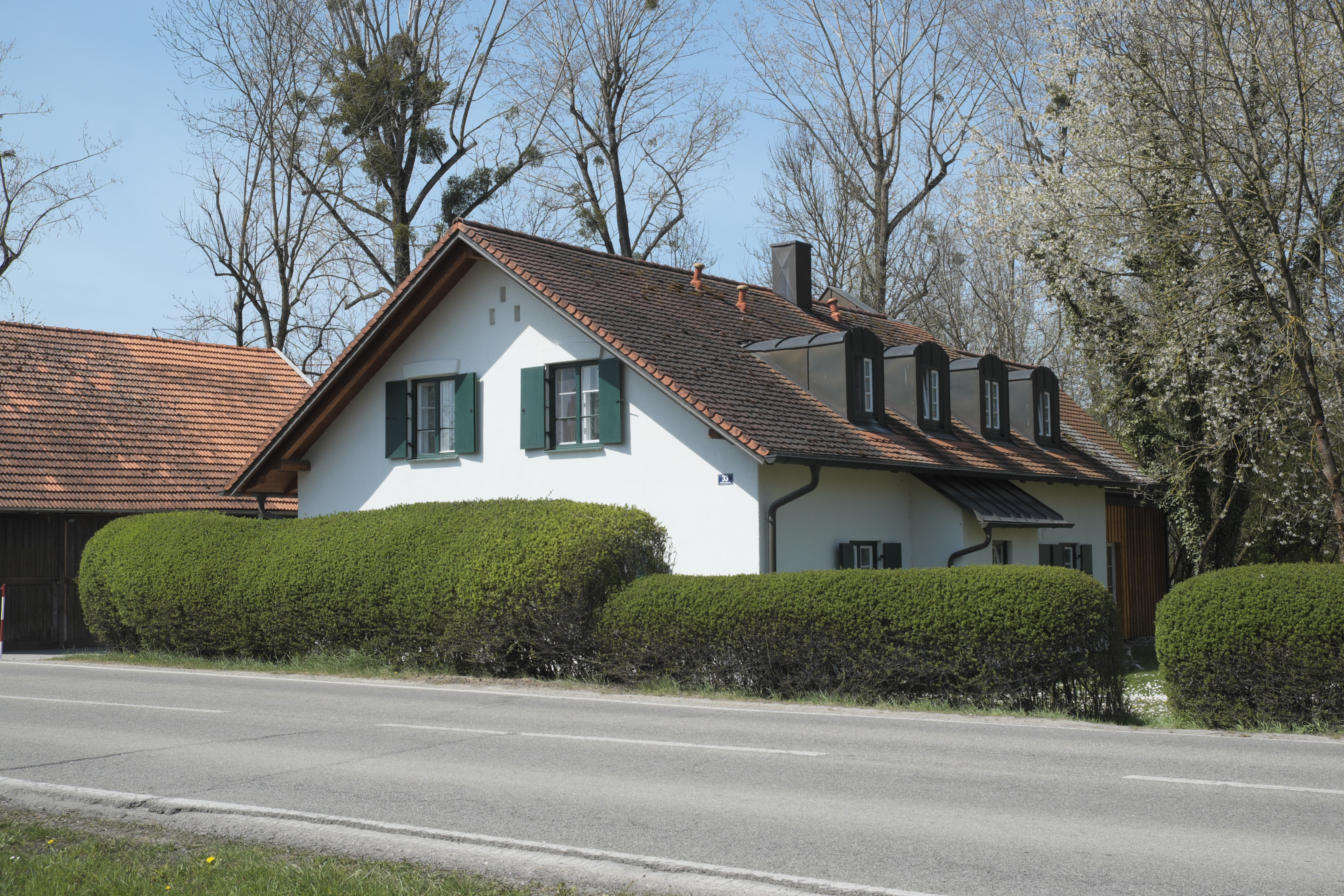
Haus Nr. 33
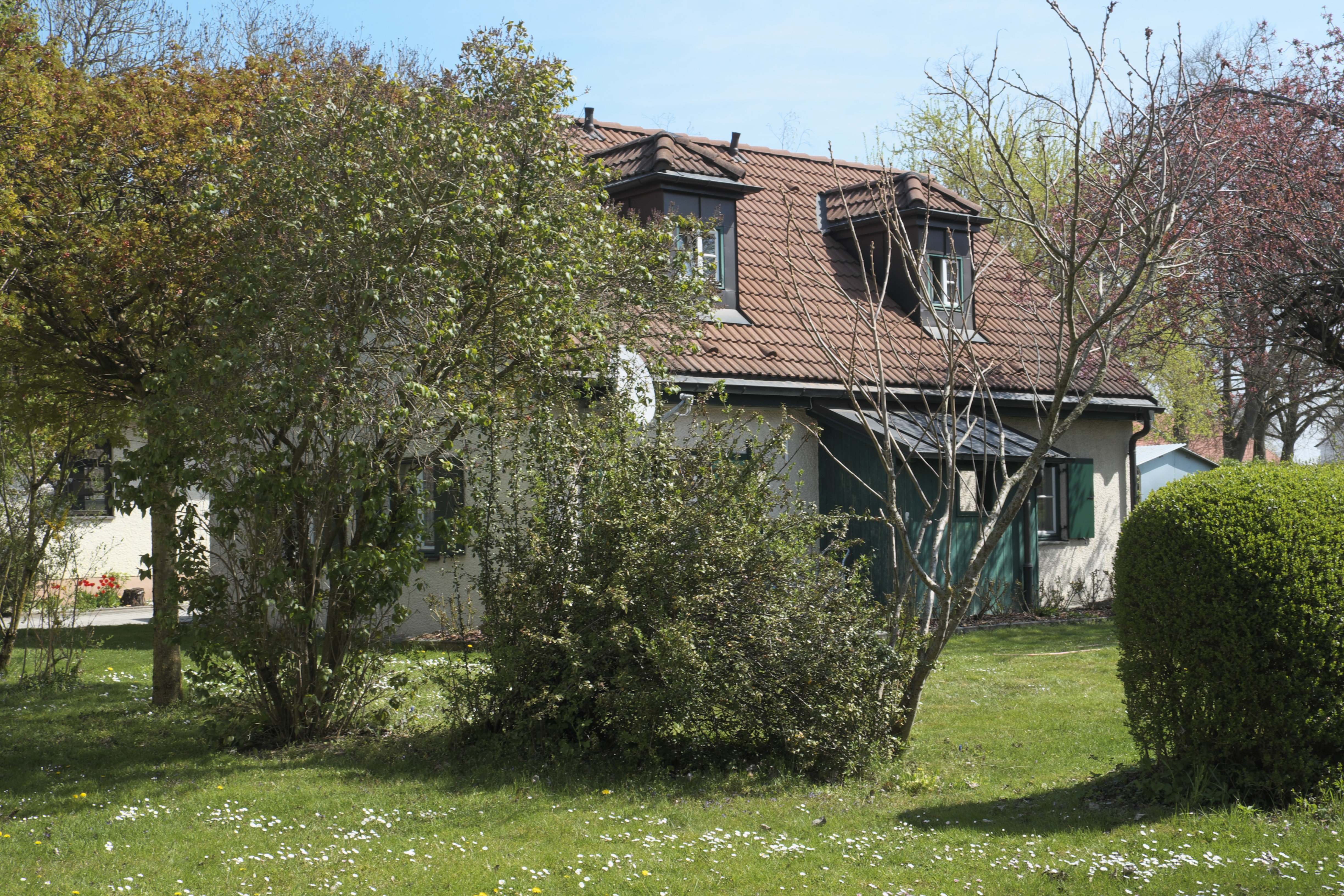
Haus Nr. 34
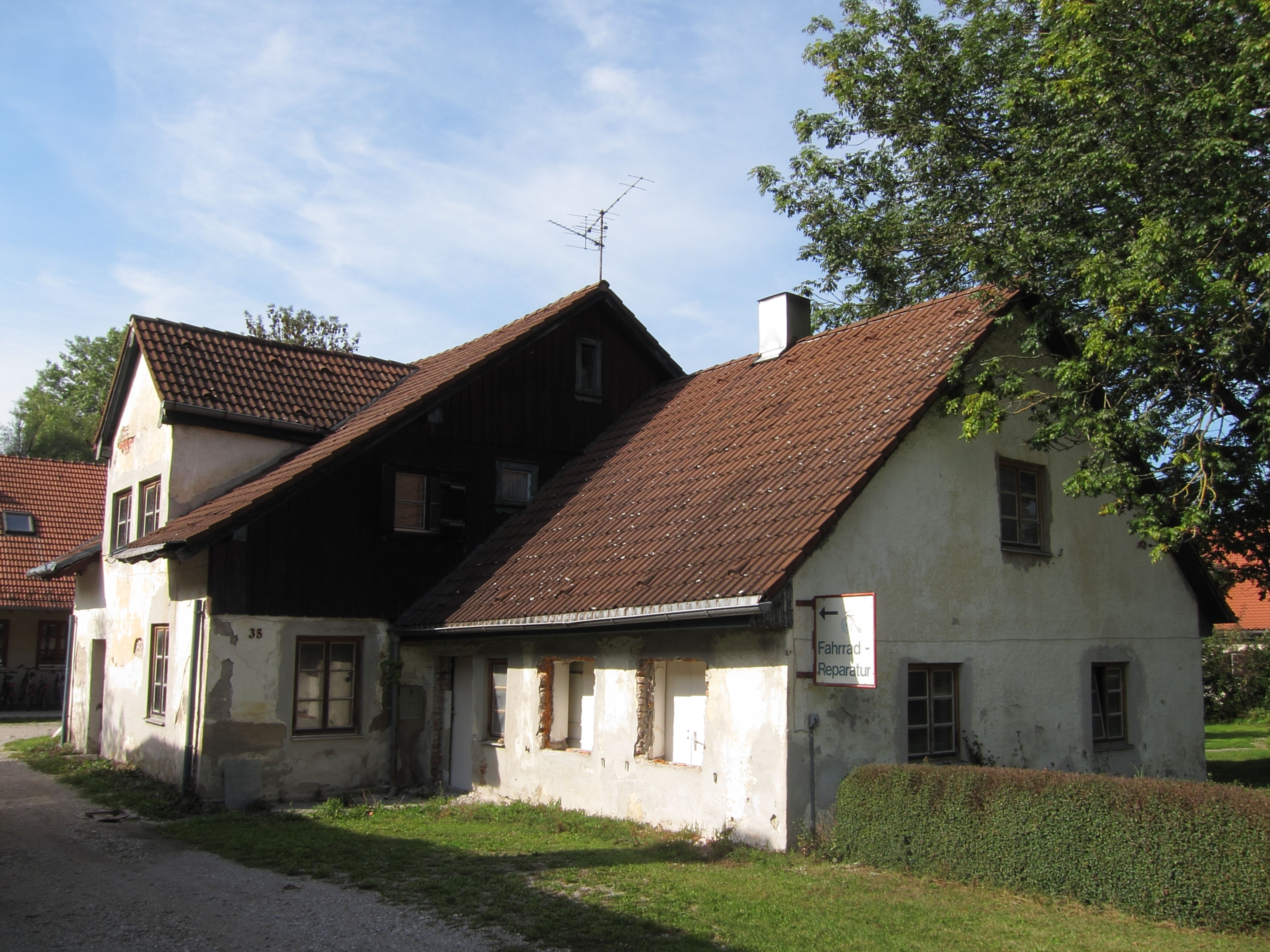
Haus Nr. 35
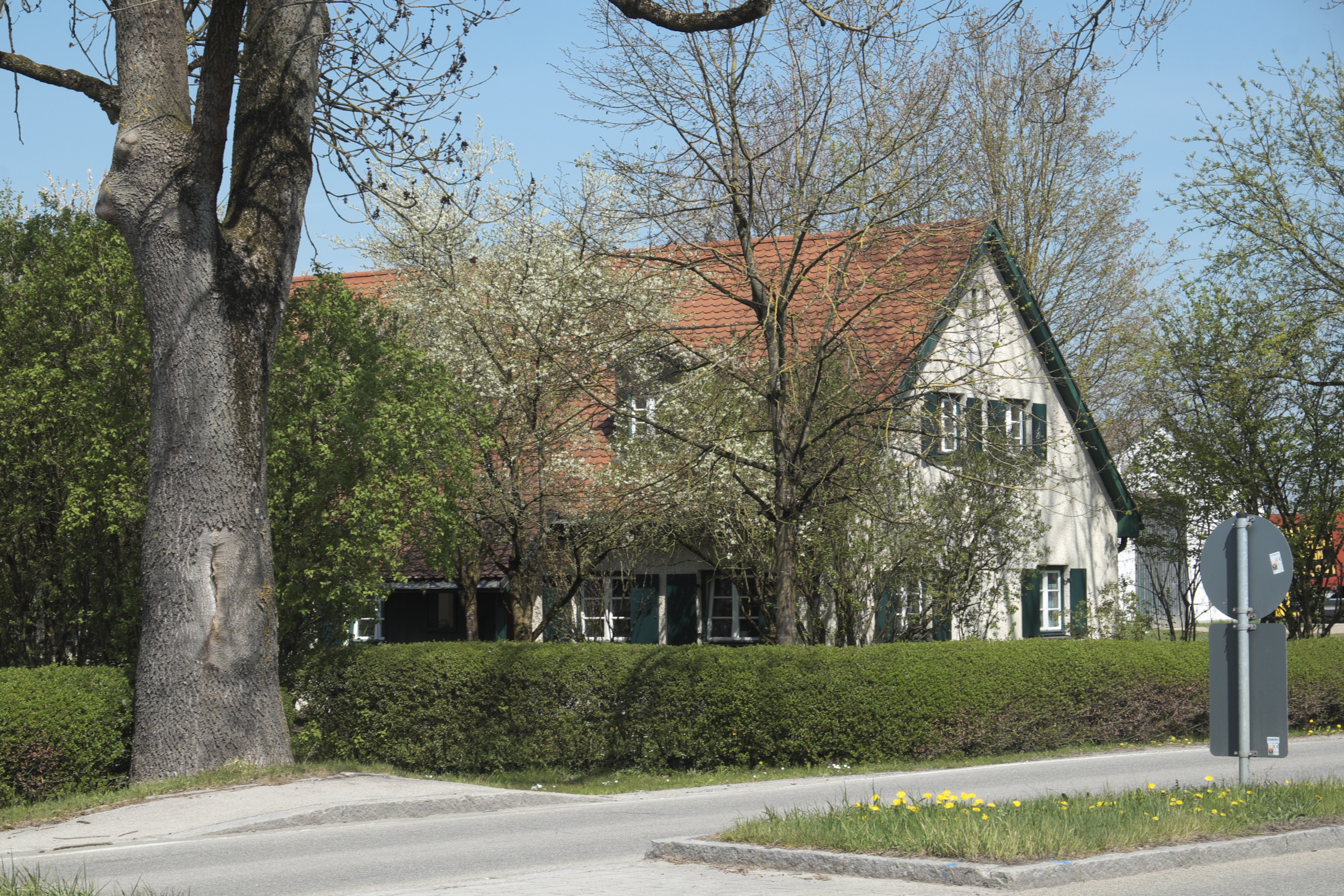
Haus Nr. 36